# Phyllotreta oltuensis
Phyllotreta oltuensis là một loài bọ cánh cứng trong họ Chrysomelidae. Loài này được Gruev & Aslan miêu tả khoa học năm 1998.